# Эстонская Википедия
Эстонская Википедия (эст. Eestikeelne Vikipeedia) — раздел Википедии на эстонском языке. Начала работу 24 июля 2002 года. На сегодняшний день содержит 253 823 статей.
4 июля 2018 года эстонский раздел присоединился к протестам против планируемого принятия Европарламентом т. н. «Директивы об авторском праве на едином цифровом рынке» (англ. Directive on Copyright in the Digital Single Market).

## Полнота статей и круг освещаемых тем
Далеко не все статьи эстонской Википедии обладают полнотой описания.

## Активность эстонской Википедии
Эстонский язык является родным примерно для 1 миллиона носителей, из которых, по данным переписи 2000 года, около 920 тысяч проживали на территории Эстонии. По численности носителей язык находится в третьей сотне; несмотря на это, эстонский раздел Википедии достаточно популярен, и по числу статей на 31 июля 2025 года находится на 47 месте среди всех языковых разделов.
По состоянию на 31 июля 2025 года в эстонском разделе Википедии зарегистрированы 207 987 участника, из них 446 совершили какое-либо действие за последние 30 дней, 34 имеют статус администратора. Общее число правок составляло 6 933 526, а языковой раздел насчитывает 253 823 статей. По сравнению с другими языковыми версиями Википедии доля женщин-участников в эстонскоязычной Википедии является одной из самых высоких.
| Количество статей | Дата            |
| ----------------- | --------------- |
| 1000              | октябрь 2003    |
| 5000              | июль 2004       |
| 10 000            | 15 мая 2005     |
| 15 000            | 12 февраля 2006 |
| 20 000            | 22 июля 2006    |
| 25 000            | 30 октября 2006 |
| 30 000            | 1 февраля 2007  |
| 35 000            | 12 мая 2007     |
| 40 000            | 30 августа 2007 |
| 45 000            | 23 января 2008  |
| 50 000            | 4 июнь 2008     |
| 55 000            | 19 октября 2008 |
| 60 000            | 21 февраля 2009 |
| 65 000            | 15 июля 2009    |
| 70 000            | 15 декабря 2009 |
| 75 000            | 18 мая 2010     |
| 80 000            | 30 ноября 2010  |
| 85 000            | 1 июня 2011     |
| 90 000            | 12 ноября 2011  |
| 95 000            | 30 марта 2012   |
| 100 000           | 25 августа 2012 |
| 105 000           | 6 января 2013   |
| 110 000           | 22 апреля 2013  |
| 120 000           | 23 января 2014  |
| 130 000           | 17 января 2015  |
| 140 000           | 6 декабря 2015  |
| 150 000           | 5 октября 2016  |
| 160 000           | 13 августа 2017 |
| 170 000           | 27 февраля 2018 |
| 180 000           | 24 августа 2018 |
| 190 000           | 4 апреля 2019   |
| 200 000           | 12 августа 2019 |
| 205 000           | 18 января 2020  |
| 250 000           | 1 января 2025   |

## Конкурсы
В эстонском разделе проходят тематические конкурсы на написание или расширение статей, с привлечением независимых экспертов и вручением призов победителям.

### Статьи норвежской тематики
Первым конкурсом, проведённым в эстонском разделе Википедии, стала группа статей Норвежской тематики. Конкурс проходил с 4 апреля по 4 мая 2009 года, награды были предоставлены Королевским Посольством Норвегии , главный приз за наиболее значительный вклад поездка на двоих в Осло. В результате конкурса было создано более 623 статей, и более 768 тем были дополнены. 4 и 6 апреля 2009 года в Таллине и Тарту состоялись семинары, где демонстрировались возможности Википедии и принципы её работы.

### Статьи, связанные с современной музыкой
Конкурс проходил при поддержке Эстонского общества Арнольда Шёнберга эст. Eesti Arnold Schönbergi Ühing и Эстонского терминологического общества эст. Eesti Terminoloogia Ühing. Призовой фонд составил 10 000 крон, премия состояла из 9 призов, пять из которых денежные.

### Статьи, связанные с информационными технологиями
Данный конкурс проходил с 1 марта по 14 апреля 2010 года (первоначально задумывалось его завершение 31 марта). Конкурс проходил при поддержке Эстонского союза инфотехнологий и телекоммуникаций эст. Eesti Infotehnoloogia ja Telekommunikatsiooni Liit, победитель будет определён в конце апреля, призовой фонд 3000 евро.

### Конкурс «Планета Земля»
31 марта 2010 года в Тарту и Таллине состоялись семинары-тренинги, где желающие могли, на примере написания статей географической, геологический и других смежных тематик, познакомиться с принципами и возможностями Википедии. Семинар проходил в рамках стартовавшего 1 апреля и завершившегося 14 июля 2010 года конкурса Планета Земля (эст.). Призы предоставлены рядом научных организаций сообществ и университетов, главную премию предоставит Эстонское Геологическое общество, её размер определён жюри в соответствии с качеством победившей работы.

### Конкурс статей североевропейской тематики
Проходил с 23 марта по 30 апреля 2011 года.
Было установлено 5 категорий для создаваемых статей: Энергетика и окружающая среда в странах Северной Европы, Культура и наследие, Экономика, Наука и образование, Сотрудничество Северных и Балтийских стран в политической сфере. Наиболее эффективному автору в каждой категории причитался приз в 1000 евро; помимо этого, были вручены несколько малых призов.  Конкурс статей Северно-Европейской тематики (эст.).

## Забастовка в июле 2018 года

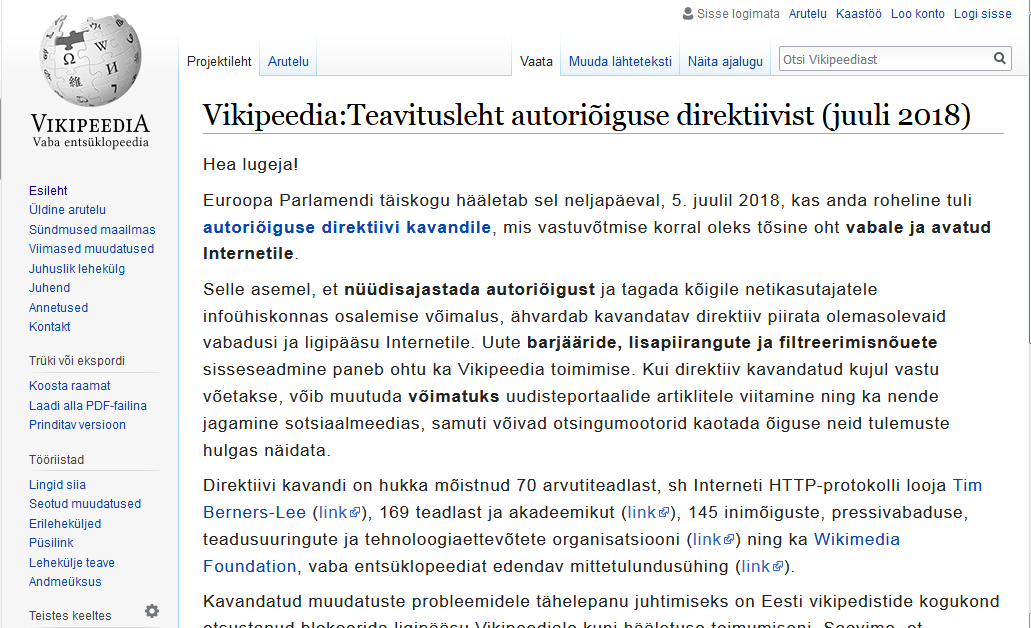
Скриншот Эстонской Википедии 4 июля 2018 года.

4 июля 2018 года эстонский раздел присоединился к протестам против планируемого принятия Европарламентом т. н. «Директивы об авторском праве на едином цифровом рынке» (англ. Directive on Copyright in the Digital Single Market). Посетители раздела не могли просматривать никакие статьи или обсуждения, и перенаправлялись на страницу с текстом заявления, поддерживающего протест против ужесточения копирайтных ограничений в интернете и призывающего присоединиться к акции.

## Текущая статистика
По состоянию на 31 июля 2025 года эстонский раздел Википедии содержит 253 823 статей. Зарегистрировано 207 987 участников, из них 446 совершили какое-либо действие за последние 30 дней, 34 участника имеют статус администратора. Общее число правок составляет 6 933 526.
Занимает 47 место по количеству статей среди всех разделов.